# Агынсай
Агынсай (каз. Ағынсай, до 2001 г. — Жанааул) — село в Жетысайском районе Туркестанской области Казахстана. Входит в состав Ынтымакского сельского округа. Находится примерно в 9 км к юго-западу от районного центра, города Жетысай. Код КАТО — 514487200.

## Население
В 1999 году население села составляло 315 человек (162 мужчины и 153 женщины). По данным переписи 2009 года, в селе проживали 243 человека (116 мужчин и 127 женщин).